# Thuidium nanophyllum
Thuidium nanophyllum är en bladmossart som beskrevs av C. Müller 1896. Thuidium nanophyllum ingår i släktet tujamossor, och familjen Thuidiaceae. Inga underarter finns listade i Catalogue of Life.